# Idiogomphoides emmeli
Idiogomphoides emmeli – gatunek ważki z rodziny gadziogłówkowatych (Gomphidae). Występuje na terenie Ameryki Południowej.